# 더 라스트 쉽 (드라마)
《더 라스트 쉽》(영어: The Last Ship)은 2014년 6월 22일(EDT)부터 2018년까지 TNT에서 방영된 미국의 액션 드라마이다. 1988년 윌리엄 브링클리에 의해 쓰여진 소설 더 라스트 쉽을 바탕으로 한다. 2013년 5월 TNT는 이 드라마를 10부작으로 편성했다.
2016년 7월 31일 시즌 4를 10부작으로 편성했다. 시즌 4는 2017년 8월 20일 방영을 시작했다. 이후 TNT는 마지막 시즌 5를 편성하였고 2018년 9월 9일 밤 9시(EST/PST)에 방영되었다.

## 줄거리
전 세계적으로 유행한 바이러스성 전염병이 전 세계 인구의 80%를 죽게 한 후, 이에 영향을 받지 않은 미 해군의 알레이 버크급 구축함 USS 네이선 제임스 (DDG-151)의 승무원이 치료제를 찾고 바이러스를 멈추고 인류를 구하는 내용이다.

## 등장 인물
- 에릭 데인 : 톰 첸들러 / 해군 대령(네이선 제임스 함 함장)
- 로나 미트라 : 레이첼 스콧 박사
- 애덤 볼드윈 : 마이크 슬레터리 / 해군 대령(네이선 제임스 함 부함장)
- 찰스 파넬 : 데릭 지터 / 주임원사
- 트래비스 밴 윙클 : 대니 그린 / 대위
- 마리사 네이틀링 : 카라 그린(결혼전 포스터) / 소령
- 크리스티나 엘모어 : 알리사 그랜더슨 / 대위
- 존 파이퍼퍼거슨 : 켄 텍스 놀란
- 조코 심스 : 칼튼 버크 / 대위
- 캐빈 마이클 마틴 : 에릭 밀러
- 브렌 포스터 : 울프 테일러
- 브리짓 리건 : 사샤 쿠퍼
- 라모니카 가렛 : 버크
- 페이 매터슨 : 안드레아 가넷
- 에머슨 브룩스 : 조셉 메이란 / 대령

## 원작
1988년 윌리엄 브링클리가 쓴 소설 《더 라스트 쉽》이 원작이다. 핵전쟁으로 멸망한 지구의 바다에서 미 해군이 고군분투하는 내용이다.

## 제작
2012년 7월 TNT는 윌리엄 브링클리의 소설 더 라스트 쉽(1988)을 바탕으로 하는 드라마의 파일럿 에피소드를 제작했다. 행크 스타인버그와 스티븐 케인이 파일럿 에피소드의 대본을 썼고 조너던 모스토가 감독을 맡았다. 촬영지는 샌디에이고와 샌피드로 (로스앤젤레스)에 위치한 아이오와 박물관이다. 드라마에서 USS 네이선 제임스 (DDG-151)로 등장하는 부분은 USS 홀시 (DDG-97)와 USS 듀이 (DDG-105)에서 촬영되었다.
2014년 7월 18일 13부작으로 이루어진 시즌 2는 2015년 6월 21일에 방영을 시작했다. 2015년 8월 11일 10부작으로 이루어진 시즌 4가 편성되었고 2016년 6월 12일에 방영을 시작했다. 2018년 9월 9일에 마지막 시즌 5를 방영하였다.